# Interzonenturnier Tiflis 1976

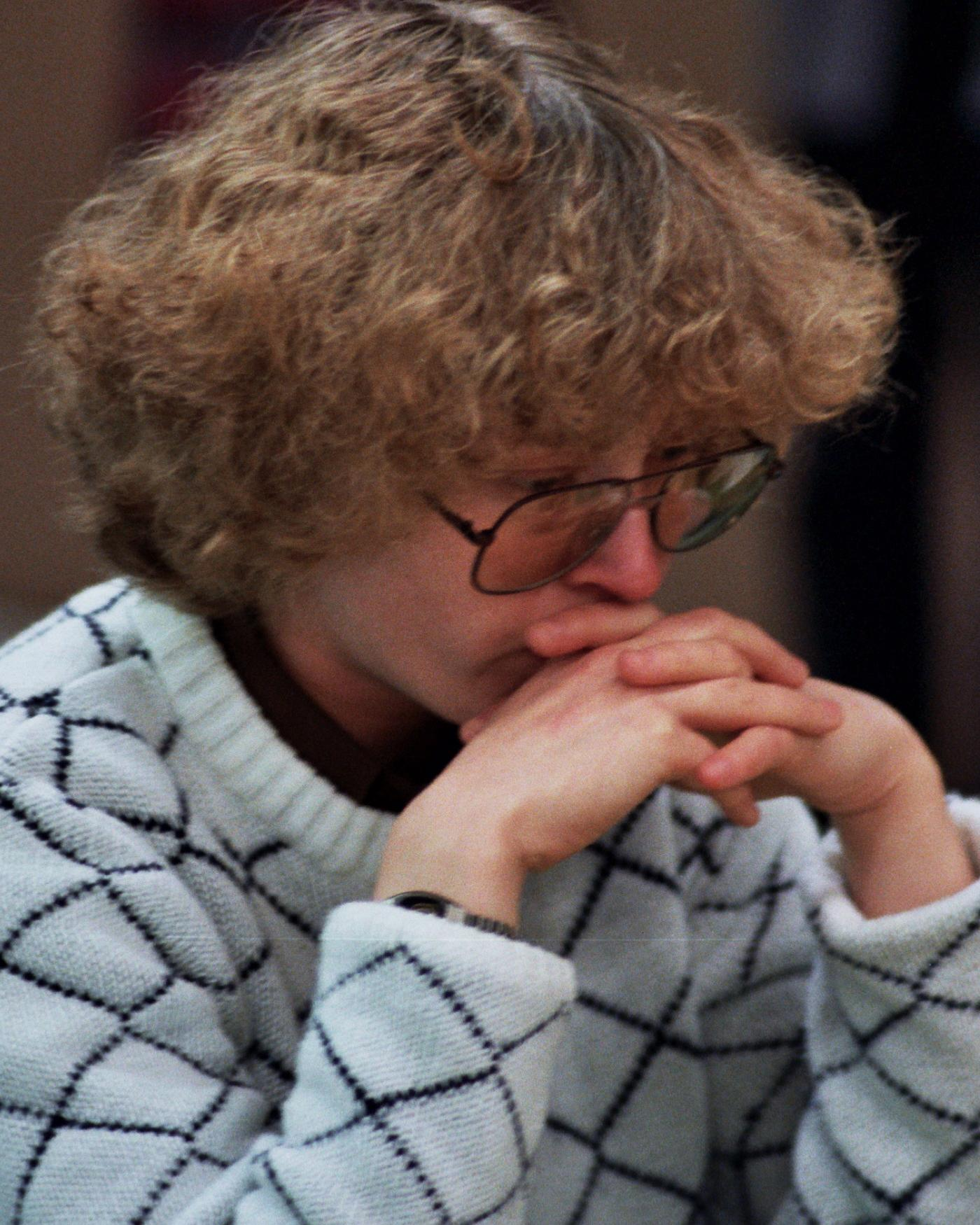
Petra Feustel (1982)

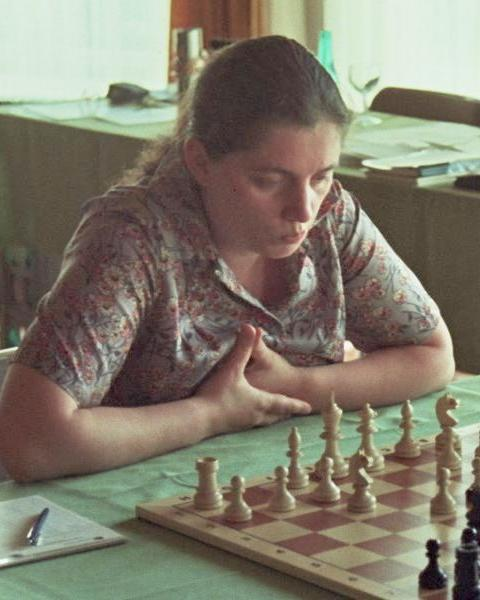
Jelena Fatalibekowa (1982)

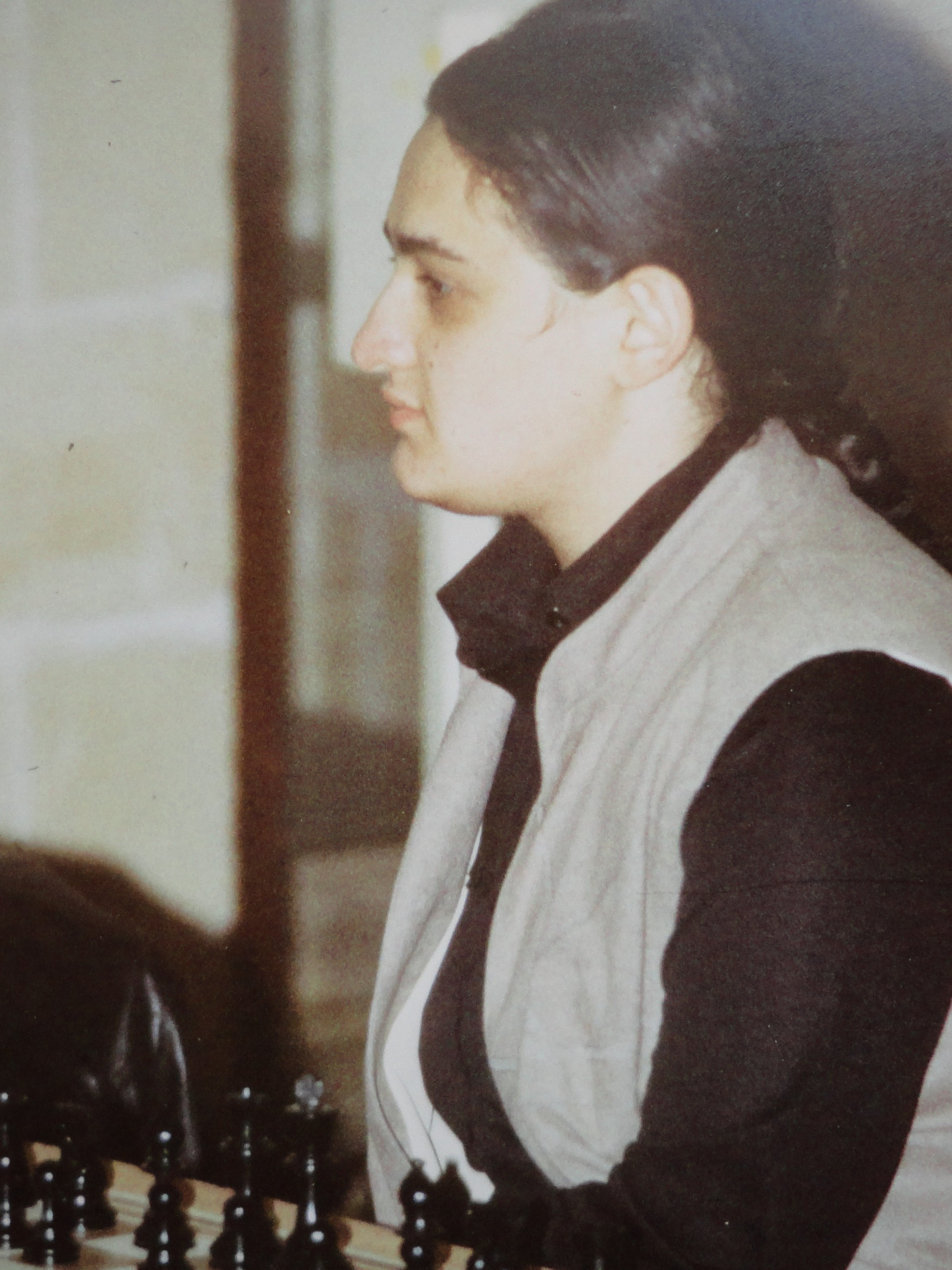
Maia Tschiburdanidse (1980)

Das Interzonenturnier der Frauen 1976 in Tiflis war ein Schachturnier, das im November und Dezember 1976 in Tiflis (Sowjetunion) stattfand. Es war eine Qualifikationsetappe zur Schachweltmeisterschaft der Frauen 1978.

## Überblick
Die Deutsche Petra Feustel als Teilnehmerin der Deutschen Demokratischen Republik und Gertrude Baumstark (deutscher Abstammung) aus Rumänien belegten gemeinsam den siebten Platz.

## Kreuztabelle
|    | Teilnehmerin          | 01  | 02  | 03 | 04 | 05 | 06 | 07 | 08  | 09  | 10  | 11 | 12  | Punkte |
| -- | --------------------- | --- | --- | -- | -- | -- | -- | -- | --- | --- | --- | -- | --- | ------ |
| 01 | Jelena Fatalibekowa   |     | ½   | 1  | ½  | ½  | ½  | ½  | 1   | ½   | 1   | 1  | (1) | 7      |
| 02 | Maia Tschiburdanidse  | ½   |     | 1  | 0  | ½  | 1  | 1  | ½   | 1   | ½   | ½  | (1) | 6½     |
| 03 | Walentina Koslowskaja | 0   | 0   |    | 1  | 1  | ½  | ½  | 1   | 1   | ½   | 1  |     | 6½     |
| 04 | Marta Litinskaja      | ½   | 1   | 0  |    | 1  | ½  | ½  | ½   | 0   | 1   | 1  |     | 6      |
| 05 | Mária Ivánka          | ½   | ½   | 0  | 0  |    | ½  | 1  | ½   | 1   | 1   | 1  |     | 6      |
| 06 | Tatjana Satulowskaja  | ½   | 0   | ½  | ½  | ½  |    | 0  | ½   | 1   | ½   | 1  |     | 5      |
| 07 | Petra Feustel         | ½   | 0   | ½  | ½  | 0  | 1  |    | ½   | ½   | 0   | 1  |     | 4½     |
| 08 | Gertrude Baumstark    | 0   | ½   | 0  | ½  | ½  | ½  | ½  |     | ½   | 1   | ½  | (1) | 4½     |
| 09 | Brigitte Hofmann      | ½   | 0   | 0  | 1  | 0  | 0  | ½  | ½   |     | ½   | 1  | (1) | 4      |
| 10 | Diane Savereide       | 0   | ½   | ½  | 0  | 0  | ½  | 1  | 0   | ½   |     | 0  | (1) | 3      |
| 11 | Narelle Kellner       | 0   | ½   | 0  | 0  | 0  | 0  | 0  | ½   | 0   | 1   |    |     | 2      |
| 12 | Smilja Vujosevic      | (0) | (0) |    |    |    |    |    | (0) | (0) | (0) |    |     |        |

Hinweis: Smilja Vujosevic trat nach fünf Runden wegen einer Erkrankung vom Turnier zurück und wurde aus der Wertung genommen. Die von ihr gespielten Partien sind in der Kreuztabelle in Klammern angegeben und wurden nicht zu den Gesamtpunkten dazugezählt.